# Kelvin Boateng
Kelvin Owusu Boateng (* 24. března 2000) je ghanský fotbalista, který hraje jako útočník za Austrii Vídeň.

## Klubová kariéra
V roce 2018 přešel z akademie Right to Dream do akademie Aves. Za klub debutoval dne 29. června 2020 v Primeira Lize proti Moreirense FC (prohra 0:1).
Z klubu byl na hostování v Portu B.
V letech 2021–2023 hrál za Spartak Trnava, z ní byl v roce 2023 na hostování v Karviné. Od roku 2023 do roku 2025 hrál za First Vienna FC 1894. Po konci sezóny 2024/25, kdy mu skončila smlouva, odešel do Austrie Vídeň, s klubem podepsal smlouvu do roku 2029.

## Úspěchy

### Spartak Trnava
- Slovenský fotbalový pohár: 2021/22

### MFK Karviná
- 2. česká fotbalová liga: 2022/23